# Heinrich Khunrath
Heinrich Khunrath (Leipzig , c. 1560-Dresde, 9 de septiembre de 1605), o  Henricus Khunrath como también se lo llamó, fue un médico, filósofo hermético y alquimista alemán. Frances Yates lo consideró un vínculo entre la filosofía de John Dee y el Rosacrucismo.

## Vida y educación
Khunrath nació en Leipzig, Sajonia, en 1560, siendo hijo del comerciante Sebastian Kunrat y su esposa Anna. Era el hermano menor del médico de Leipzig Conrad Khunrath. En el invierno de 1570, pudo haberse matriculado en la Universidad de Leipzig bajo el nombre de Henricus Conrad Lips. Las incertidumbres que rodean su vida provienen de su supuesto uso de múltiples nombres. Es seguro que en mayo de 1588, se matriculó en la Universidad de Basilea, Suiza, obteniendo su título de Doctor en Medicina el 3 de septiembre de 1588, después de una defensa de veintiocho tesis doctorales.

## Carrera
Khunrath, un discípulo de Paracelso, ejerció la medicina en Dresde, Magdeburgo y Hamburgo, y pudo haber ocupado un puesto de profesor en Leipzig. Viajó mucho después de 1588, incluida una estancia en la corte imperial de Praga, hogar del místico Emperador Rodolfo II de Habsburgo. Antes de llegar a Praga, se había encontrado con John Dee en Bremen el 27 de mayo de 1589, cuando Dee volvía a Inglaterra desde Bohemia. Khunrath elogió a Dee en sus últimos trabajos. Durante su estancia en la corte, Khunrath se encontró con el alquimista Edward Kelly, en la que había permanecido después de que él y Dee se separaran (Kelley fue arrestado el 30 de abril de 1591 como supuesto impostor). En septiembre de 1591, Khunrath fue nombrado médico de la corte del conde Rosemberk en Třeboň. Probablemente conoció a Johann Thölde en Třeboň, uno de los autores sugeridos de los tratados sobre alquimia de "Basilius Valentinus".

## Alquimista hermético
Los contactos de Khunrath con John Dee y Thölde y las creencias paracelsianas lo llevaron a desarrollar una magia natural cristianizada, buscando encontrar la materia prima secreta que llevaría al hombre a la sabiduría eterna. La visión cristianizada que Khunrath tomó se enmarcó en torno a su compromiso con la teología luterana. También sostuvo que la experiencia y la observación eran esenciales para la investigación alquímica práctica, al igual que un filósofo natural.

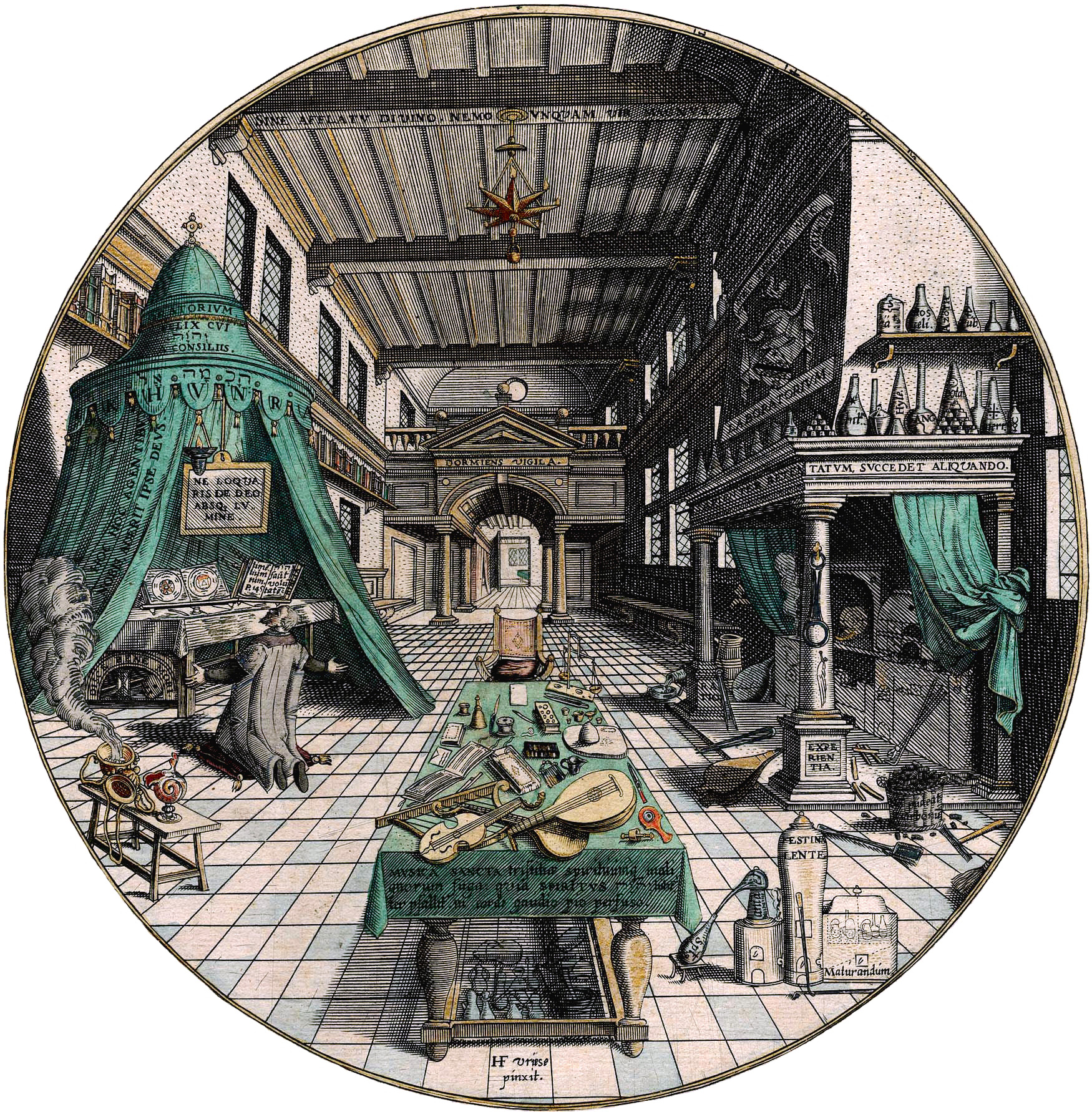
"La primera etapa de la Gran Obra", más conocido como "El laboratorio del alquimista". El dibujo del laboratorio se atribuye al pintor arquitectónico Hans Vredeman de Vries (1527-1604) y muestra a Khunrath en su laboratorio.

Su obra más famosa sobre alquimia es el Amphitheatrum Sapientiae Aeternae (Anfiteatro de la Sabiduría Eterna), un trabajo sobre los aspectos místicos de ese arte, que contiene el grabado titulado "La primera etapa de la Gran Obra", más conocido como "El laboratorio del alquimista". El libro se publicó por primera vez en Hamburgo en 1595, con cuatro placas circulares elaboradas, coloreadas a mano, grabadas y realzadas con oro y plata que Khunrath diseñó y que fueron grabadas por Paullus van der Doort. El libro se hizo más ampliamente disponible en una edición ampliada con la adición de otras placas publicadas póstumamente en Hanau en 1609. Amphitheatrum Sapientiae Aeternae es un clásico alquímico, que combina cristianismo y magia. En él, Khunrath se mostró un adepto de la alquimia espiritual e ilustró el camino intrincado y de múltiples etapas a la perfección espiritual. El trabajo de Khunrath fue importante en los círculos luteranos. John Warwick Montgomery ha señalado que Johann Arndt (1555-1621), quien fuera el influyente escritor de libros luteranos de pietismo y devoción, compuso un comentario sobre el Amphitheatrum. Algunas de las ideas en sus obras son de naturaleza cabalística y presagian el Rosacrucismo.

## Muerte
Khunrath puede haber encontrado cierta oposición a su trabajo alquímico porque la mayoría de sus publicaciones sobre alquimia se publicaron ampliamente después de su muerte. Murió en Dresde o Leipzig el 9 de septiembre de 1605. La tensión entre la espiritualidad y el experimento en Amphitheatrum Sapientiae Aeternae provocó su condena por la Sorbona en 1625.

## Escritos
- De signatura rerum naturalium theses. Basel. 1588.
- Amphitheatrum sapientiae aeternae. Hamburg. 1595.

Carlos Gilly; Anja Hallacker; Hanns-Peter Neumann, eds. (2013). Amphitheatrum sapientiae aeternae – Schauplatz der ewig allein wahren Weisheit (en latin, German) (Clavis Pansophiae 6 edición). Stuttgart - Bad Cannstatt: frommann-holzboog. p. 500. ISBN 978-3-7728-1628-4. Archivado desde el original el 16 de octubre de 2014. Consultado el 7 de abril de 2018. - Reprint of the first (Hamburg 1595) and second (last) edition (Hanau 1609), together with a transcription of a German translation (18th century).http://www.frommann-holzboog.de/site/suche/detailansicht.php?wid=514060010
- Confessio de chao physico-chemicorum catholico : in quo catholice habitat azoth sive materia prima mundi, h.e. mercurius sapientum : ubi magnesiae (subjecti videlicet lapidis philosophorum catholici) conditiones fideliter recensentur. 1595.
- Von hylealischen das ist, pri-materialischen catholischen, oder algemeinemx natürlichen … chaos der naturgemässen alchymiae und alchymisten, wiederholete, verneuerte und wolvermehrete naturgemäss-alchymisch- und recht-lehrende philosophische Confessio oder Bekandtniss … Deme beygefügt ist eine treuhertzige Wahrnungs-Vermahnung an alle wahre Alchymisten, sich vor den betrügerischen Arg-Chymisten zu hüten. Magdeburg. 1597.
- Naturgemes-alchymisch symbolum, oder, gahr kurtze Bekentnus …: von allgemeinem, natürlichen, dreyeinigen, wunderbaren, und wunderthätigen, allergeheimbsten Chao der naturgemessen Alchymisten: desz philosophischen universal und grossen Steins rechten natürlichen unnd eigenen Subjecto, oder, waren und einiger Materia. Hamburg. 1598.
- Magnesia catholica philosophorum, das ist, höheste Nothwendigkeit in Alchymia, auch mügliche uberkommung augenscheinliche Weisung, vnd genugsame Erweisung catholischer verborgener Magnesiae ; des geheimen wunderthetigen vniversal Steins naturgemess-chymischer philosophorum Rechten vnd allein wahren pri-materialischen Svbiecti. Magdeburg. 1599.
- Wahrhafter Bericht vom philosophischen Athanor und dessen Gebrauch und Nutzen …. Magdeburg. 1603.
- Quaestiones tres, per-utiles …: cum curationem, tum praecautionem absolutam … Arenae, Sabuli, Calculi, Podagrae, Gonagrae, Chiragrae, aliorumque morborum tartareorum microcosmi … hominis puta, concernentes: das ist, hochnützliche … drei Fragen, die gründliche, vollkommene und warhafftige Curation oder Genesung, so wol auch Precaution, oder Verhutung Sandes, Grieses Steins, Zipperleins und anderer mehr tartarischer Kranckheiten microcosmi … oder des Menschen betreffende. Leipzig. 1607.
- De igne magorum philosophorumque secreto externo & visibili; das ist, Philosophische Erklahrung, von, und uber dem … Gludt und Flammenfewer der uhralten Magorum oder Weysen … Beneben andern zweyen Tractätlein: deren das erste in … Judicium … eines erfahrnen Cabalisten und Philosophen uber die 4. Figuren desz grossen Amphitheatri. Strassburg. 1608.
- Lux in tenebris; das ist … Liecht vnd Wegnuss vnd Irrthumb vmbgeben …. 1614.
- Medulla Distillatoria & Medica. Hamburg. 1638.

## Libros y artículos
- John Warwick Montgomery, "Lutheran Astrology and Lutheran Alchemy in the Age of the Reformation," Ambix: The Journal of the Society for the Study of Alchemy and Early Chemistry, 11 (June 1963), pp. 65–86.
- Franklyn, Julian, ed. (1990). A Survey of the Occult. Electric Book Company.
- Szulakowska, Urszula (2000). The Alchemy of Light. Brill Academic Publishers.
- Forshaw, Peter (2006) (2006). 'Curious Knowledge and Wonder-working Wisdom in the Occult Works of Heinrich Khunrath’, in R. J. W. Evans and Alexander Marr (eds), Curiosity and Wonder from the Renaissance to the Enlightenment. Ashgate.
- Forshaw, Peter (2006) ‘Alchemy in the Amphitheatre’: Some consideration of the alchemical content of the engravings in Heinrich Khunrath’s Amphitheatre of Eternal Wisdom (1609), in Jacob Wamberg (ed.), Art and Alchemy. Museum Tusculanum Press
- Forshaw, Peter (2007) 'Subliming Spirits: Physical-Chemistry and Theo-Alchemy in the Works of Heinrich Khunrath (1560–1605), in Stanton J. Linden (ed.), "Mystical Metal of Gold": Essays on Alchemy and Renaissance Culture. AMS Press